# Jan Zwartkruis
Johannes Hermanus Hendrikus Zwartkruis, detto Jan (Elst, 18 febbraio 1926 – Soesterberg, 7 marzo 2013), è stato un allenatore di calcio olandese, che ha guidato la Nazionale olandese agli Europei del 1980.

## Statistiche

### Nazionale

#### Nazionale olandese
| Squadra     | Naz                    | dal              | al             | Record | Record | Record | Record     | Record | Record | Record | Record |
| G           | V                      | N                | P              | GF     | GS     | DR     | % Vittorie |        |        |        |        |
| ----------- | ---------------------- | ---------------- | -------------- | ------ | ------ | ------ | ---------- | ------ | ------ | ------ | ------ |
| Paesi Bassi | Paesi Bassi (bandiera) | 8 settembre 1976 | 7 gennaio 1981 | 28     | 12     | 8      | 8          | 37     | 26     | +11    | 42,86  |

#### Panchine da commissario tecnico della nazionale olandese
| Cronologia completa delle presenze e delle reti in nazionale ― Paesi Bassi | Cronologia completa delle presenze e delle reti in nazionale ― Paesi Bassi | Cronologia completa delle presenze e delle reti in nazionale ― Paesi Bassi | Cronologia completa delle presenze e delle reti in nazionale ― Paesi Bassi | Cronologia completa delle presenze e delle reti in nazionale ― Paesi Bassi | Cronologia completa delle presenze e delle reti in nazionale ― Paesi Bassi | Cronologia completa delle presenze e delle reti in nazionale ― Paesi Bassi | Cronologia completa delle presenze e delle reti in nazionale ― Paesi Bassi |
| Data                                                                       | Città                                                                      | In casa                                                                    | Risultato                                                                  | Ospiti                                                                     | Competizione                                                               | Reti                                                                       | Note                                                                       |
| -------------------------------------------------------------------------- | -------------------------------------------------------------------------- | -------------------------------------------------------------------------- | -------------------------------------------------------------------------- | -------------------------------------------------------------------------- | -------------------------------------------------------------------------- | -------------------------------------------------------------------------- | -------------------------------------------------------------------------- |
| 8-9-1976                                                                   | Reykjavík                                                                  | Islanda                                                                    | 0 – 1                                                                      | Paesi Bassi                                                                | Qual. Mondiali 1978                                                        | -                                                                          |                                                                            |
| 13-10-1976                                                                 | Rotterdam                                                                  | Paesi Bassi                                                                | 2 – 2                                                                      | Irlanda del Nord                                                           | Qual. Mondiali 1978                                                        | -                                                                          |                                                                            |
| 9-2-1977                                                                   | Londra                                                                     | Inghilterra                                                                | 0 – 2                                                                      | Paesi Bassi                                                                | Amichevole                                                                 | -                                                                          |                                                                            |
| 26-3-1977                                                                  | Anversa                                                                    | Belgio                                                                     | 0 – 2                                                                      | Paesi Bassi                                                                | Qual. Mondiali 1978                                                        | -                                                                          |                                                                            |
| 5-10-1977                                                                  | Rotterdam                                                                  | Paesi Bassi                                                                | 0 – 0                                                                      | Unione Sovietica                                                           | Amichevole                                                                 | -                                                                          |                                                                            |
| 26-10-1977                                                                 | Amsterdam                                                                  | Paesi Bassi                                                                | 1 – 1                                                                      | Belgio                                                                     | Qual. Mondiali 1978                                                        | -                                                                          |                                                                            |
| 20-9-1978                                                                  | Nimega                                                                     | Paesi Bassi                                                                | 3 – 0                                                                      | Islanda                                                                    | Qual. Euro 1980                                                            | -                                                                          |                                                                            |
| 11-10-1978                                                                 | Berna                                                                      | Svizzera                                                                   | 1 – 3                                                                      | Paesi Bassi                                                                | Qual. Euro 1980                                                            | -                                                                          |                                                                            |
| 15-11-1978                                                                 | Rotterdam                                                                  | Paesi Bassi                                                                | 3 – 0                                                                      | Germania Est                                                               | Qual. Euro 1980                                                            | -                                                                          |                                                                            |
| 20-12-1978                                                                 | Düsseldorf                                                                 | Germania Ovest                                                             | 3 – 1                                                                      | Paesi Bassi                                                                | Amichevole                                                                 | -                                                                          |                                                                            |
| 24-2-1979                                                                  | Milano                                                                     | Italia                                                                     | 3 – 0                                                                      | Paesi Bassi                                                                | Amichevole                                                                 | -                                                                          |                                                                            |
| 28-3-1979                                                                  | Eindhoven                                                                  | Paesi Bassi                                                                | 3 – 0                                                                      | Svizzera                                                                   | Qual. Euro 1980                                                            | -                                                                          |                                                                            |
| 2-5-1979                                                                   | Chorzów                                                                    | Polonia                                                                    | 2 – 0                                                                      | Paesi Bassi                                                                | Qual. Euro 1980                                                            | -                                                                          |                                                                            |
| 22-5-1979                                                                  | Berna                                                                      | Paesi Bassi                                                                | 0 – 0 (7-8 dtr)                                                            | Argentina                                                                  | Amichevole                                                                 | -                                                                          | [ 2 ]                                                                      |
| 5-9-1979                                                                   | Reykjavík                                                                  | Islanda                                                                    | 0 – 4                                                                      | Paesi Bassi                                                                | Qual. Euro 1980                                                            | -                                                                          |                                                                            |
| 26-9-1979                                                                  | Rotterdam                                                                  | Paesi Bassi                                                                | 1 – 0                                                                      | Belgio                                                                     | Amichevole                                                                 | -                                                                          |                                                                            |
| 17-10-1979                                                                 | Amsterdam                                                                  | Paesi Bassi                                                                | 1 – 1                                                                      | Polonia                                                                    | Qual. Euro 1980                                                            | -                                                                          |                                                                            |
| 21-11-1979                                                                 | Lipsia                                                                     | Germania Est                                                               | 2 – 3                                                                      | Paesi Bassi                                                                | Qual. Euro 1980                                                            | -                                                                          |                                                                            |
| 23-1-1980                                                                  | Vigo                                                                       | Spagna                                                                     | 1 – 0                                                                      | Paesi Bassi                                                                | Amichevole                                                                 | -                                                                          |                                                                            |
| 26-3-1980                                                                  | Parigi                                                                     | Francia                                                                    | 0 – 0                                                                      | Paesi Bassi                                                                | Amichevole                                                                 | -                                                                          |                                                                            |
| 11-6-1980                                                                  | Napoli                                                                     | Paesi Bassi                                                                | 1 – 0                                                                      | Grecia                                                                     | Euro 1980 - Fase a gironi                                                  | -                                                                          |                                                                            |
| 14-6-1980                                                                  | Napoli                                                                     | Germania Ovest                                                             | 3 – 2                                                                      | Paesi Bassi                                                                | Euro 1980 - Fase a gironi                                                  | -                                                                          |                                                                            |
| 17-6-1980                                                                  | Milano                                                                     | Paesi Bassi                                                                | 1 – 1                                                                      | Cecoslovacchia                                                             | Euro 1980 - Fase a gironi                                                  | -                                                                          |                                                                            |
| 10-9-1980                                                                  | Dublino                                                                    | Irlanda                                                                    | 2 – 1                                                                      | Paesi Bassi                                                                | Qual. Mondiali 1982                                                        | -                                                                          |                                                                            |
| 11-10-1980                                                                 | Eindhoven                                                                  | Paesi Bassi                                                                | 1 – 1                                                                      | Germania Ovest                                                             | Amichevole                                                                 | -                                                                          |                                                                            |
| 19-11-1980                                                                 | Bruxelles                                                                  | Belgio                                                                     | 1 – 0                                                                      | Paesi Bassi                                                                | Qual. Mondiali 1982                                                        | -                                                                          |                                                                            |
| 30-12-1980                                                                 | Montevideo                                                                 | Uruguay                                                                    | 2 – 0                                                                      | Paesi Bassi                                                                | Coppa d'Oro dei Campioni del Mondo                                         | -                                                                          |                                                                            |
| 6-1-1981                                                                   | Montevideo                                                                 | Paesi Bassi                                                                | 1 – 1                                                                      | Italia                                                                     | Coppa d'Oro dei Campioni del Mondo                                         | -                                                                          |                                                                            |
| Totale                                                                     |                                                                            | Presenze                                                                   | 28                                                                         |                                                                            | Reti                                                                       |                                                                            |                                                                            |